# (17393) 1981 EA41
A (17393) 1981 EA41 a Naprendszer kisbolygóövében található aszteroida. Schelte J. Bus fedezte fel 1981. március 2-án.